# Przydawka
Przydawka (zwana również atrybutem) – część zdania określająca rzeczownik lub zaimek rzeczowny. 

## Sposób wyrażenia
Może być wyrażona przymiotnikiem (np. ładny kwiatek), zaimkiem przymiotnym (np. mój kwiatek), imiesłowem przymiotnikowym czynnym (np. rosnący kwiatek), imiesłowem przymiotnikowym biernym (np. podlany kwiatek), liczebnikiem (np. podlałem już trzeci kwiatek), wyrażeniem przyimkowym (np. sweter z wełny), innym rzeczownikiem (np. długość życia). Przydawka odpowiada na pytania: jaki?, jaka?, jakie?, który?, która?, które?, czyj?, czyja?, czyje?, ile?, ilu?, czego?, z czego?, od czego?. Przydawka określa rzeczownik, jak i zaimek rzeczowny.

## Podział przydawek
Ze względu na przynależność do części mowy i typ połączeń składniowych wyróżnia się przydawki:
- przymiotną (wyrażoną przymiotnikiem, zaimkiem przymiotnym, imiesłowem przymiotnikowym)[3]: kochany Władek;
- rzeczowną (wyrażoną rzeczownikiem w tym samym przypadku co wyraz określany)[4]: powieść „Chłopi”;
- dopełniaczową (wyrażoną rzeczownikiem w tym samym przypadku co wyraz określany)[5] : miasto ludzi;
- przyimkową (wyrażoną wyrażeniem przyimkowym)[6]: nagroda dla zwycięzców;
- dopełnieniową, występującą tylko z rzeczownikami utworzonymi od czasowników i zachowującą się jak dopełnienie: rzut kulą (bo: rzucają kulą)[7];
- okolicznikową, występującą tylko z rzeczownikami utworzonymi od czasowników i zachowującą się jak okolicznik: podróż do lasu (bo: jedziemy do lasu)[8].

## Przydawka charakteryzująca a klasyfikująca
W języku polskim, jeśli przymiotnik stoi przed rzeczownikiem, przydawkę określa się jako charakteryzującą, tzn. mówiącą o cesze przygodnej. W przeciwnym przypadku – gdy przymiotnik następuje po rzeczowniku – z przydawką klasyfikującą (wyodrębniającą, gatunkującą).
Przykłady:
- karlik większy – przydawka klasyfikująca – jest nazwą gatunkową i nic nie mówi o wielkości danego osobnika względem innego (nawet najmniejszy osobnik tego gatunku jest karlikiem większym);
- większy karlik – przydawka charakteryzująca – opisuje fakt, że jeden osobnik jest większy od drugiego, ale nic nie mówi o przynależności gatunkowej (być może chodzi o karlika malutkiego lub drobnego);
- poeta romantyczny – przydawka klasyfikująca – poeta tworzący w epoce/nurcie romantyzmu;
- romantyczny poeta – przydawka charakteryzująca – poeta o romantycznym, uczuciowym usposobieniu;
- publikacja historyczna – przydawka klasyfikująca – publikacja z zakresu historii (np. Boże igrzysko);
- historyczna publikacja – przydawka charakteryzująca – publikacja o historycznym, przełomowym znaczeniu (np. Biblia Gutenberga);
- język naturalny – przydawka klasyfikująca – język powstały w sposób naturalny (niestworzony sztucznie przez człowieka);
- naturalny język – przydawka charakteryzująca – język (styl) brzmiący w sposób naturalny, nienacechowany (w odróżnieniu np. od stylizacji).